# Gyllene Flottan
Gyllene Flottan var en svensk grupp influerad av den situationistiska internationalen som existerade under slutet på 1960-talet och början på 1970-talet. Mycket lite är känt om den gyllene flottan, men gruppen blev trots detta ökänd. Namnet togs troligen från en konstutställning i Danmark av situationisten Jeppesen Victor Martin som bestod av målningar av kustlinjer, strategiska pilar och leksaksskepp. Gruppen var från Stockholm, men vissa medlemmar tycks även ha kommit från Göteborg. Gruppen gjorde situationismen känd i Sverige genom sin kortvariga men intensiva verksamhet kring att publicera situtionistiska texter av författare som Debord och Vaneigem.
Gruppen publicerade också egna verk som affischen Häng stalinisterna högt som kommenterade den samtida vänstern. Men även broschyren Kung Gustafs sardiner som diskuterade svenska studenters meningsfullt meningslösa tillvaro. Det tycks inte ha funnits någon koppling mellan den Gyllene Flottan och "nashisterna", alltså kretsen kring Jørgen Nash och Drakabygget, även om båda grupperna var sprungna ur den situationistiska rörelsen.